# Conioscinella aequisecta
Conioscinella aequisecta är en tvåvingeart som först beskrevs av Günther Enderlein 1911.  Conioscinella aequisecta ingår i släktet Conioscinella och familjen fritflugor. Inga underarter finns listade i Catalogue of Life.